# 夢瞳カナウ
夢瞳カナウ（ゆめかなう、2月1日生まれ）は、日本のバーチャルYouTuber（VTuber）。バーチャル・エイベックス株式会社のプロダクション AVALON に所属するアイドルVTuberであり、オタク系ギャルのキャラクターとして活動したが、惜しまれつつも引退した。

## 基本情報
- 名前：夢瞳カナウ
- よみ：ゆめかなう
- 誕生日：2月1日
- 血液型：O型
- 利き腕：両利き
- ファンネーム：ぽたく、夢見ガチ
- 推しマーク：🔮🍮
- 好きなもの：イラスト、ゲーム、お菓子作り、料理、ハンバーガー
- 嫌いなもの：たまご、麺類
- 好きなゲーム：ポケットモンスター、東方Project、その他
- 数学の点数：7点
- 英語の点数：23点
- 握力：40kg
- お風呂の温度：47度
- 1日の食事回数：5回
- ニックネーム：カナウ、カナちゃん、カナエモン、カナブン、デパス、豚、カラス、蛇口、蚊、レジギガス、カナウっち
- 全般タグ：#ぽたくのゆめ
- 配信タグ：#きいてよカナウちゃん

## 概要
夢瞳カナウは、Revornバーチャルアイドルオーディション2020に合格し、AVALON研究生として活動を開始。2022年9月18日にAVALONの正所属メンバーとなった。先輩グループであるまりなすに憧れ、視聴者に元気や楽しさを届けることを目指して活動を続けていた。
「ぽたくたちとカナウの物語」を紡ぎながら、SHOWROOMやYouTubeでの継続的な配信を通じて、多くの人に夢や幸せを届けることを目指していた。
また、お菓子作りが好きでパティシエールを目指していた。
2025年7月31日卒業。

## 活動
夢瞳カナウは当初、SHOWROOMとYouTubeを主な活動の場としていた。

転居によりインターネット回線が無く、かなりの期間を携帯回線でしのいでいたが、2024年12月にインターネット回線が開通し、Youtube配信に復帰した。
翌2025年7月31日にYoutubeにて卒業配信をおこなった。
卒業配信のコメント欄には、楽曲に携わったZAQ氏、FAIO氏、荷戸眠しーた氏、AVALONプロデューサーのうまっふ氏、Vtuber仲間達が現れ、別れを惜しんだ。

### SHOWROOM
毎日配信を行い、ファンとの交流を積極的に行っていた。

これまで以下のイベントに参加して成果を上げた。

2025年4月31日、最終配信を行いSHOWROOMにおける活動を終了した。

SHOWROOMでの連続配信日数は1279日であった。

その後は活動の場をYoutubeとXのスペースに移行した。

#### イベント参加履歴
| 期間                    | イベント名                                                           | 結果                             |
| ----------------------- | -------------------------------------------------------------------- | -------------------------------- |
| 2020年9月30日～10月11日 | 秋葉原観光マップ『アド街っぷ』今月のナビゲーター掲載権争奪戦！Vol.11 | 2位 「アド街っぷ」告知広告枠獲得 |
| 2020年12月1日〜12月31日 | 【SHOWROOM公式】オリジナルアバターをGETしよう！〜1ヶ月〜             | アバ権取得                       |

### クラウドファンディング
- 2022年8月 - 新3Dモデルのクラウドファンディング目標を達成。

```
 この成果により、ファンの支援を受けて新しい3Dモデルを制作し、活動の幅を広げた。
```

### YouTube
YouTubeでは以下のようなコンテンツを発信した：
- トーク
- 歌ってみた
- ゲーム実況
- ASMR
- その他、バラエティ豊かな動画配信

## ディスコグラフィ
|     | 配信日        | タイトル              | 規格     | 楽曲制作                                   |
| --- | ------------- | --------------------- | -------- | ------------------------------------------ |
| 1st | 2023年3月18日 | シャルゐぃDreams?     | 音楽配信 | 作詞/作曲/編曲：ZAQ                        |
| 2nd | 2023年7月9日  | ラビット☆ストリーマー | 音楽配信 | 作詞：華憐 作編曲：荷戸眠シータ 作詞：FAIO |

## キャラクターと衣装
夢瞳カナウは、デビュー当時は黒ギャルで衣装は学生服のようなブレザー（？）であったが、現在は干支をモチーフとしておりクラウドファンディング後 1年目のトラ衣装、2年目のウサギ衣装と変化したが、3年目は更新が無くウサギのままである。
本人の性格は、オタク系ギャルの明るいキャラクターで知られている。  
キャラクターデザインはイラストレーターのサコ（Pixiv）によるものである。

## 来歴
- 2020年 - Revornバーチャルアイドルオーディション2020に合格。[4]
- 2022年4月23日 - 新衣装（トラ）お披露目[5]
- 2022年9月18日 - AVALONの正所属メンバーとしてデビュー。[6]
- 2023年10月26日 - 新衣装（ウサギ）お披露目[7]
- 2025年7月31日 - 卒業配信　これは2020年の夏から始まった一人の元気な女の子の物語[8]